# شیما

## توضیح معنای شیما
شیما در فارسی به معنی دختر پشت لب یا روی چانه خال دارد
 است. خال در زبان ادبیات فارسی به معنای نشان و استعاره از زیبایی است و زمانی که به فرد نسبت داده شود نشانه‌دار معنی می‌شود، یعنی زن زیبا و نشانه دار. شیما اسم دختر حلیمه ٔ سعدیه و خواهر رضاعی محمد پیامبر می‌باشد  و تلفظ عربی آن Sheima است.
- زنی که پشت لب یا روی چانه اش خال دارد، زن زیبا، زن زیبای عرب

## معنای شیما در زبان های مختلف
بنا بر آنچه در لغت نامه ی دهخدا آمده است، شیما در زبان های مختلف، معانی متفاوتی به شرح زیر دارد:
در یونان باستان به معنی مادر روح خورشید

در کردی به معنای دخترانه

در عربی به معنای زن زیبارو با چشمان گیرا، خالدار (نشان‌دار) 

در ژاپنی به معنی کرانه دریاها، جزیره (زمینی که با آب یا چیزهای دیگر احاطه شده است) - نام برخی از مکان ها در ژاپن (نظیر شهرهای هیروشیما و فوکوشیما)

در آمریکایی نامی غیر رایج به معنی مادر

## سایر توضیحات مربوط به نام شیما
- شکل نوشتاری شیما به ژاپنی: 志摩 است
- نام مستعار شیما که غالباً در مصر استفاده می شود، "شوشو" است.